# 利夫內區

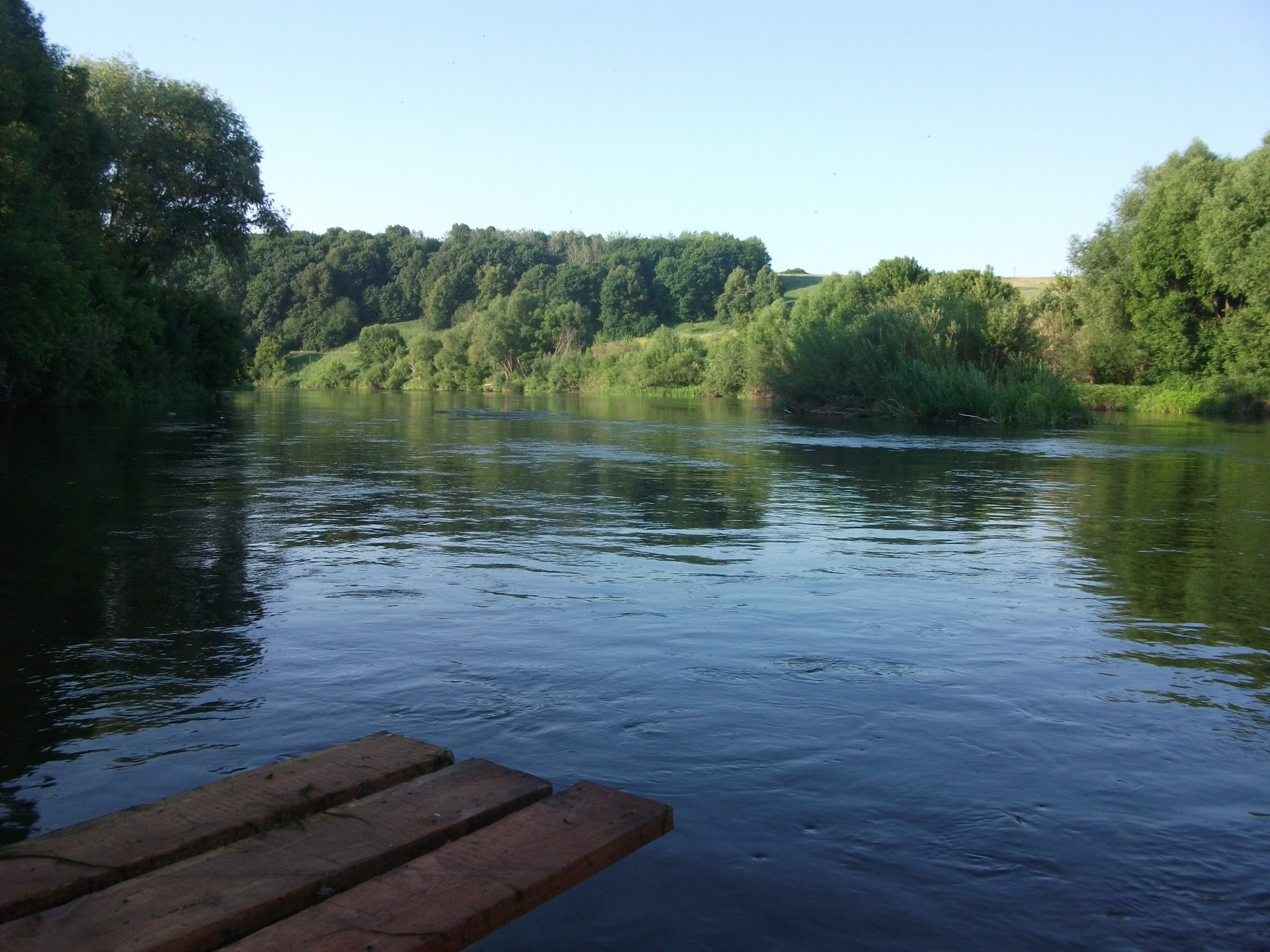

52°25′N 37°36′E / 52.417°N 37.600°E
利夫內區（俄语：Ливенский район），是俄羅斯的一個區，位於該國西南部，由奧廖爾州負責管轄，面積1,806.3平方公里，2010年該區人口32,791，人口密度每平方公里18.15人。